# Lockheed CL-1200
Lockheed CL-1200 Lancer to ulepszona wersja F-104 Starfighter zaproponowana przez samą firmę Lockheed w końcu lat 60.

## Rozwój X-27
USAF rozważało dalszy rozwój myśliwca CL-1200. Projekt otrzymał kod X-27 a jego celem było badanie samolotu przy dużych prędkościach (2,6 Mach). X-27 miał być bardzo podobny do LC-1200 modyfikacje miały dotyczyć silnika oraz wlotów powietrza. Program X-27 nie zyskał sobie przychylności kongresu Stanów Zjednoczonych ani USAF. Z braku pieniędzy nie skonstruowano ani jednej sztuki zdolnej do lotu.